# Jhon Jhon
Jhon Jhon, pseudonimo di Jhonatan dos Santos Rosa (Vitória, 9 settembre 2002), è un calciatore brasiliano, centrocampista del RB Bragantino.

## Carriera

### Club
Jhon si è unito alle giovanili del Primavera dopo essere stato notato dall'ex giocatore Deco mentre giocava per il Boavista in Portogallo. Ha esordito in prima squadra con il club durante il Campeonato Paulista Série A3 del 2021, dove ha realizzato una rete in quattro partite.
Il 5 maggio 2021 è stato ceduto in prestito al Palmeiras; inizialmente assegnato alla squadra Under-20, ha esordito in prima squadra - e in Série A - il 10 dicembre, sostituendo nel secondo tempo Kevin nella vittoria casalinga per 1-0 contro il Ceará.
Il 3 gennaio 2022 ha firmato un contratto con il Verdão fino al 2026. In vista della stagione 2023 è stato promosso definitivamente in prima squadra.

### Nazionale
Ha giocato nelle nazionali giovanili brasiliane Under-16 ed Under-17.

## Statistiche

### Presenze e reti nei club
Statistiche aggiornate al 12 giugno 2025.
| Stagione             | Squadra              | Campionato           | Campionato | Campionato | Coppe nazionali | Coppe nazionali | Coppe nazionali | Coppe continentali | Coppe continentali | Coppe continentali | Altre coppe | Altre coppe | Altre coppe | Totale | Totale | Totale |
| Stagione             | Squadra              | Comp                 | Pres       | Reti       | Comp            | Pres            | Reti            | Comp               | Pres               | Reti               | Comp        | Pres        | Reti        | Pres   | Reti   |        |
| -------------------- | -------------------- | -------------------- | ---------- | ---------- | --------------- | --------------- | --------------- | ------------------ | ------------------ | ------------------ | ----------- | ----------- | ----------- | ------ | ------ | ------ |
| 2021                 | Primavera            | A3/SP                | 4          | 1          | -               | -               | -               | -                  | -                  | -                  | -           | -           | -           | 4      | 1      |        |
| 2021                 | Palmeiras            | A1/SP+A              | 0+1        | 0          | CB              | -               | -               | CL                 | -                  | -                  | -           | -           | -           | 1      | 0      |        |
| 2022                 | Palmeiras            | A1/SP+A              | 0          | 0          | CB              | 0               | 0               | CL                 | 1                  | 0                  | -           | -           | -           | 1      | 0      |        |
| 2023                 | Palmeiras            | A1/SP+A              | 2+20       | 0          | CB              | 4               | 0               | CL                 | 6                  | 0                  | -           | -           | -           | 32     | 0      |        |
| 2024                 | Palmeiras            | A1/SP+A              | 8+3        | 0          | CB              | 0               | 0               | CL                 | 0                  | 0                  | SB          | 1           | 0           | 12     | 0      |        |
| Totale Palmeiras     | Totale Palmeiras     | Totale Palmeiras     | 10+24      | 0          |                 | 4               | 0               |                    | 7                  | 0                  |             | 1           | 0           | 46     | 0      |        |
| 2024                 | RB Bragantino        | A                    | 18         | 3          | CB              | 2               | 0               | CS                 | 3                  | 1                  | -           | -           | -           | 23     | 4      |        |
| 2025                 | RB Bragantino        | A1/SP+A              | 11+12      | 2+2        | CB              | 4               | 1               | -                  | -                  | -                  | -           | -           | -           | 27     | 5      |        |
| Totale RB Bragantino | Totale RB Bragantino | Totale RB Bragantino | 11+30      | 2+5        |                 | 6               | 1               |                    | 3                  | 1                  |             | -           | -           | 50     | 9      |        |
| Totale carriera      | Totale carriera      | Totale carriera      | 79         | 8          |                 | 10              | 1               |                    | 10                 | 1                  |             | 1           | 0           | 100    | 10     |        |

## Palmarès

### Club

#### Competizioni statali
- Campionato paulista: 2

Palmeiras: 2023, 2024

#### Competizioni nazionali
- Campionato brasiliano: 1

Palmeiras: 2023